# Championnats de Belgique d'athlétisme 2022
En 2022, les championnats de Belgique d'athlétisme toutes catégories se sont déroulés les vendredi 24, samedi 25 et dimanche 26 juin dans le stade d'athlétisme Wouter Weylandt à Gentbrugge.
Les épreuves du 10.000 m pour les hommes et les femmes ont eu lieu le dimanche 30 avril à Malmedy.

## 100 m
| Résultat | Athlète              | Performance (+1,7 SP) |
| -------- | -------------------- | --------------------- |
| 1er      | Kobe Vleminckx       | 10,27 s               |
| 2e       | Ward Merckx          | 10,36 s               |
| 3e       | Simon Verherstraeten | 10,49 s               |

| Résultat | Athlète         | Performance (+1,3 SP) |
| -------- | --------------- | --------------------- |
| 1re      | Rani Rosius     | 11,28 s               |
| 2e       | Rani Vincke     | 11,54 s               |
| 3e       | Cloé Chavepeyer | 11,72 s               |

## 200 m
| Résultat | Athlète            | Performance (+0,6 SP) |
| -------- | ------------------ | --------------------- |
| 1er      | Dylan Borlée       | 21,19 s               |
| 2e       | Robin Vanderbemden | 21,25 s               |
| 3e       | Amine Kasmi        | 21,41 s               |

| Résultat | Athlète         | Performance (+0,1 SP) |
| -------- | --------------- | --------------------- |
| 1re      | Delphine Nkansa | 23,34 s               |
| 2e       | Imke Vervaet    | 23,39 s               |
| 3e       | Rani Rosius     | 23,60 s               |

## 400 m
| Résultat | Athlète        | Performance |
| -------- | -------------- | ----------- |
| 1er      | Alexander Doom | 45,36 s     |
| 2e       | Kevin Borlée   | 46,04 s     |
| 3e       | Jonas De Smet  | 46,71 s     |

| Résultat | Athlète              | Performance |
| -------- | -------------------- | ----------- |
| 1re      | Naomi Van Den Broeck | 51,73 s     |
| 2e       | Helena Ponette       | 51,93 s     |
| 3e       | Camille Laus         | 51,96 s     |

## 800 m
| Résultat | Athlète           | Performance |
| -------- | ----------------- | ----------- |
| 1er      | Tibo De Smet      | 1.45.32     |
| 2e       | Aurèle Vandeputte | 1,45,65     |
| 3e       | Tarik Moukrime    | 1.48.15     |

| Résultat | Athlète          | Performance |
| -------- | ---------------- | ----------- |
| 1re      | Vanessa Scaunet  | 2,04,84     |
| 2e       | Rani Baillievier | 2.04.90     |
| 3e       | Mariska Parewyck | 2.06.77     |

## 1500 mètres
| Résultat | Athlète          | Performance |
| -------- | ---------------- | ----------- |
| 1er      | Ruben Verheyden  | 3.38.11     |
| 2e       | Jochem Vermeulen | 3.39.01     |
| 3e       | Stijn Baeten     | 3.41.44     |

| Résultat | Athlète          | Performance |
| -------- | ---------------- | ----------- |
| 1re      | Élise Vanderelst | 4.13.61     |
| 2e       | Sofie Van Accom  | 4.18.12     |
| 3e       | Lotte Scheldeman | 4.18.89     |

## 5000 m
| Résultat | Athlète        | Performance |
| -------- | -------------- | ----------- |
| 1er      | Ismael Debjani | 13.33.04    |
| 2e       | Michael Somers | 13.33.92    |
| 3e       | Ward D'Hoore   | 14.04.46    |

| Résultat | Athlète       | Performance |
| -------- | ------------- | ----------- |
| 1re      | Lisa Rooms    | 16.06.64    |
| 2e       | Chloé Herbiet | 16.15.36    |
| 3e       | Anne Schreurs | 16.51.93    |

## 10 000 m
| Résultat | Athlète           | Performance |
| -------- | ----------------- | ----------- |
| 1er      | Lahsene Bouchikhi | 29.06,96    |
| 2e       | Pierre Denays     | 30.10,24    |
| 3e       | Valentin Poncelet | 30.12,54    |

| Résultat | Athlète       | Performance |
| -------- | ------------- | ----------- |
| 1re      | Lisa Rooms    | 33.24,87    |
| 2e       | Nina Lauwaert | 33.24,87    |
| 3e       | Chloé Herbiet | 33.25,95    |

## 110 m haies/100 m haies
| Résultat | Athlète               | Performance (-0,1 SP) |
| -------- | --------------------- | --------------------- |
| 1er      | Nolan Vancauwemberghe | 14,08 s               |
| 2e       | Senne Segers          | 14,44 s               |
| 3e       | Jente Hauttekeete     | 14,50 s               |

| Résultat | Athlète          | Performance (-0,7 SP) |
| -------- | ---------------- | --------------------- |
| 1re      | Anne Zagré       | 13.22 s               |
| 2e       | Nafissatou Thiam | 13,50 s               |
| 3e       | Emma De Naeyer   | 13,99 s               |

## 400 m haies
| Résultat | Athlète                    | Performance |
| -------- | -------------------------- | ----------- |
| 1er      | Dries Van Nieuwenhove (nl) | 49,56 s     |
| 2e       | Robin Van Damme            | 50,86 s     |
| 3e       | Dylan Owusu                | 51,11 s     |

| Résultat | Athlète          | Performance |
| -------- | ---------------- | ----------- |
| 1re      | Paulien Couckuyt | 55,30 s     |
| 2e       | Nina Hespel      | 56,08 s     |
| 3e       | Hanne Claes      | 56,49 s     |

## 3000 m steeple
| Résultat | Athlète             | Performance |
| -------- | ------------------- | ----------- |
| 1er      | Remi Schyns         | 8.50.40     |
| 2e       | Pieter-Jan Hannes   | 8.50.42     |
| 3e       | Marco Vanderpoorten | 8.59.13     |

| Résultat | Athlète          | Performance |
| -------- | ---------------- | ----------- |
| 1re      | Eline Dalemans   | 9.49,41     |
| 2e       | Fien Van Brussel | 11.07,54    |
| 3e       | Emma Dubie       | 11.19,54    |

## Saut en longueur
| Résultat | Athlète           | Performance       |
| -------- | ----------------- | ----------------- |
| 1er      | Björn De Decker   | 7,24 m (+2,8 m/s) |
| 2e       | Yanni Sampson     | 7,19 m (+1,2 m/s) |
| 3e       | Jente Hauttekeete | 7,09 m (+1,2 m/s) |

| Résultat | Athlète           | Performance       |
| -------- | ----------------- | ----------------- |
| 1re      | Nafissatou Thiam  | 6,63 m (+1,0 m/s) |
| 2e       | Sennah Vanhoeijen | 6,18 m (+0,3 m/s) |
| 3e       | Bo Brasseur       | 6,11 m (+1,7 m/s) |

## Triple saut
| Résultat | Athlète         | Performance        |
| -------- | --------------- | ------------------ |
| 1er      | Leopold Kapata  | 15,10 m (+2,7 m/s) |
| 2e       | Björn De Decker | 14,95 m (+0,5 m/s) |
| 3e       | Simon Baerts    | 14,07 m (+0,5 m/s) |

| Résultat | Athlète        | Performance        |
| -------- | -------------- | ------------------ |
| 1re      | Saliyya Guisse | 12,95 m (+1,0 m/s) |
| 2e       | Ilona Masson   | 12,56 m (+0,3 m/s) |
| 3e       | Elsa Loureiro  | 12,28 m (+1,8 m/s) |

## Saut en hauteur
| Résultat | Athlète       | Performance |
| -------- | ------------- | ----------- |
| 1er      | Thomas Carmoy | 2,17 m      |
| 2e       | Jef Vermeiren | 2,13 m      |
| 3e       | Giebe Algoet  | 2,13 m      |

| Résultat | Athlète       | Performance |
| -------- | ------------- | ----------- |
| 1re      | Zita Goossens | 1,86 m      |
| 2e       | Noor Vidts    | 1,84 m      |
| 3e       | Merel Maes    | 1,82 m      |

## Saut à la perche
| Résultat | Athlète                 | Performance |
| -------- | ----------------------- | ----------- |
| 1re      | Ben Broeders            | 5,75 m      |
| 2e       | Arnaud Art              | 5,30 m      |
| 3e       | Thomas Van Der Plaetsen | 5,30 m      |

| Résultat | Athlète          | Performance |
| -------- | ---------------- | ----------- |
| 1re      | Melanie Vissers  | 4,00 m      |
| 2e       | Fleur Hooyberghs | 3,90 m      |
| 3e       | Kyani Joosten    | 3,60 m      |

## Lancer du poids
| Résultat | Athlète             | Performance |
| -------- | ------------------- | ----------- |
| 1er      | Matthias Quintelier | 16,83 m     |
| 2e       | Kwinten Cools       | 16,12 m     |
| 3e       | Jarno Wagemans      | 15,82 m     |

| Résultat | Athlète          | Performance |
| -------- | ---------------- | ----------- |
| 1re      | Jolien Boumkwo   | 16,08 m     |
| 2e       | Elena Defrère    | 15,55 m     |
| 3e       | Sietske Lenchant | 14,61 m     |

## Lancer du disque
| Résultat | Athlète        | Performance  |
| -------- | -------------- | ------------ |
| 1er      | Philip Milanov | 61,72 mètres |
| 2e       | Lars Coene     | 51,94 mètres |
| 3e       | Kwinten Cools  | 51,63 mètres |

| Résultat | Athlète            | Performance  |
| -------- | ------------------ | ------------ |
| 1re      | Babette Vandeput   | 56,00 mètres |
| 2e       | Anouska Hellebuyck | 51,82 mètres |
| 3e       | Katelijne Lyssens  | 50,61 mètres |

## Lancer de javelot
| Résultat | Athlète           | Performance  |
| -------- | ----------------- | ------------ |
| 1er      | Timothy Herman    | 71,28 mètres |
| 2e       | Cedric Sorgeloos  | 70,78 mètres |
| 3e       | Jonas De Busscher | 66,91 mètres |

| Résultat | Athlète          | Performance  |
| -------- | ---------------- | ------------ |
| 1re      | Pauline Smal     | 48,71 mètres |
| 2e       | Kirsten Umans    | 44.57 mètres |
| 3e       | Fleur Verstraete | 43,71 mètres |

## Lancer du marteau
| Résultat | Athlète          | Performance |
| -------- | ---------------- | ----------- |
| 1er      | Remi Malengreaux | 62,61 m     |
| 2e       | Orry Willems     | 61,16 m     |
| 3e       | Kobe Gieghase    | 60,63 m     |

| Résultat | Athlète               | Performance  |
| -------- | --------------------- | ------------ |
| 1re      | Vanessa Sterckendries | 66,35 mètres |
| 2e       | Ilke Lagrou           | 57.47 mètres |
| 3e       | Evelyne Claes         | 46,90 mètres |

## Sources
- Ligue belge francophone d'athlétisme
- Ligue belge flamande d'athlétisme
- Résultats